# La amiază
La amiază este un film american western clasic din anul 1952 regizat de Fred Zinnemann cu Gary Cooper, Lloyd Bridges și Grace Kelly în rolurile principale.
Este considerat cel mai cunoscut film al lui Zinnermann.

## Rezumat
Șeriful Will Kane, obligat să facă față unui dușman periculos, încearcă să caute ajutor printre prietenii săi, dar aceștia fie nu vor să-l ajute, fie sunt prea speriați și-l îndeamnă să părăsească orașul. Pe măsură ce se apropie momentul confruntării acesta rămâne singur.

## Distribuție
- Gary Cooper – Marshal Will Kane

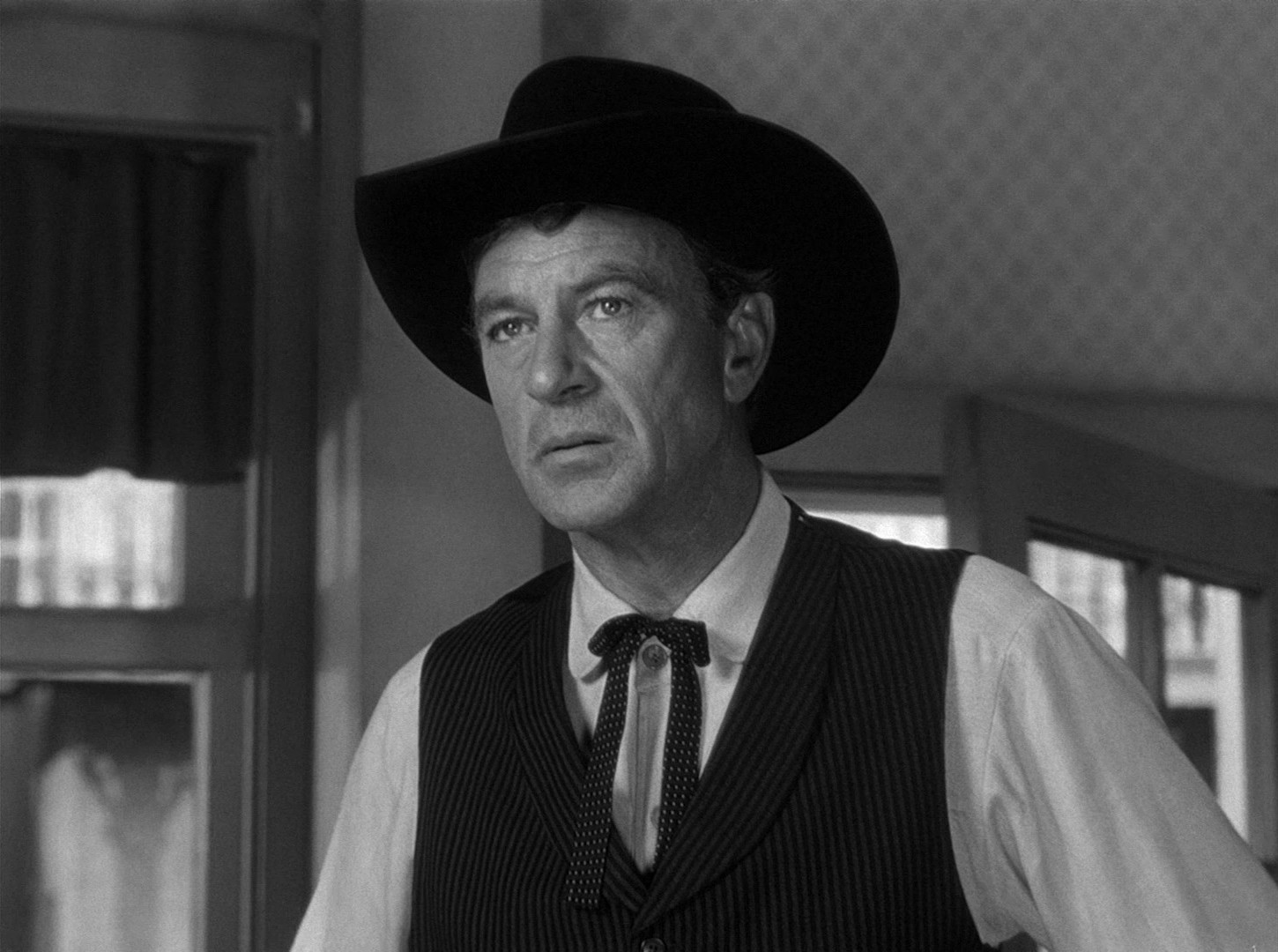
Gary Cooper ca Marshal Will Kane

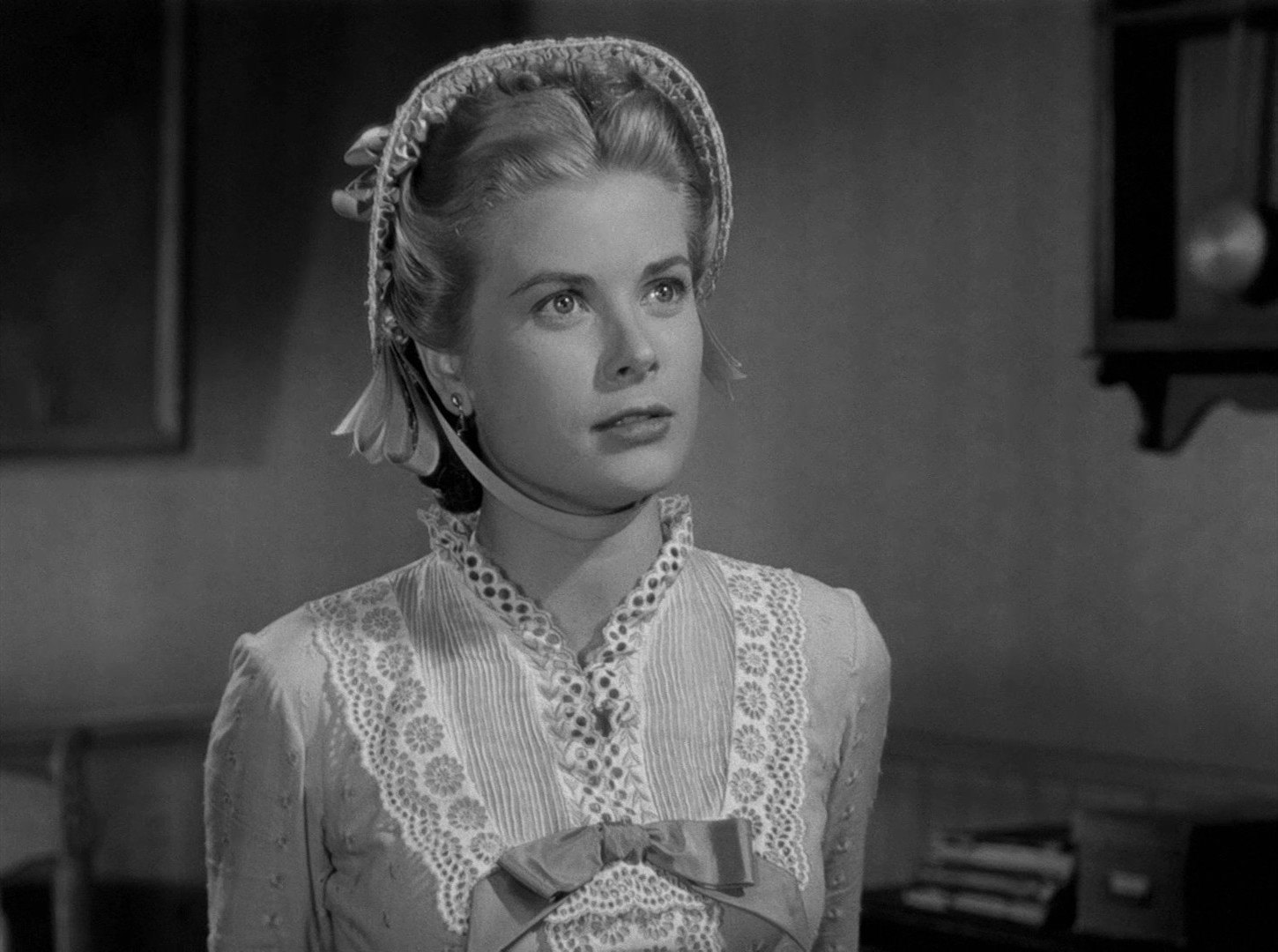
Grace Kelly ca Amy Fowler Kane

- Thomas Mitchell - Mayor Jonas Henderson
- Lloyd Bridges - Deputy Marshal Harvey Pell
- Katy Jurado - Helen Ramírez
- Grace Kelly - Amy Fowler Kane
- Otto Kruger - Judge Percy Mettrick
- Lon Chaney Jr. - Martin Howe, the former marshal
- Ian MacDonald - Frank Miller
- Eve McVeagh - Mildred Fuller
- Harry Morgan - Sam Fuller
- Morgan Farley - Dr. Mahin, minister
- Harry Shannon - Cooper
- Lee Van Cleef - Jack Colby
- Robert J. Wilke - Jim Pierce
- Sheb Wooley - Ben Miller

Roluri nemenționate: 
- James Millican - Herb Baker
- Howland Chamberlain - the hotel receptionist
- Tom London - Sam, Helen's attendant
- Cliff Clark - Ed Weaver
- William Newell - Jimmy the Gimp
- Ralph Reed - Johnny the 14-year-old boy
- Ted Stanhope - the station master
- William Phillips - the barber
- Larry J. Blake -  Gilles the saloon owner
- Jack Elam - the town drunk
- John Doucette - Trumbull

## Refacere
A fost refăcut pentru televiziune în 2000 în regia lui Rod Hardy, cu Tom Skerritt ca Will Kane, Susanna Thompson ca Amy Kane și Reed Diamond ca Harvey Pell. Scenariul în mare parte este foarte asemănător.

## Legături externe
- Materiale media legate de High Noon la Wikimedia Commons
- High Noon la Internet Movie Database
- High Noon la TCM Movie Database
- High Noon la Allmovie
- High Noon la Rotten Tomatoes